# Andrea Poli
Andrea Poli (Vittorio Veneto, 1989. szeptember 29. –) olasz válogatott labdarúgó, a Modena játékosa.

## Sikerei, díjai
- AC Milan
  - Olasz szuperkupa: 2016